# Ochetostoma decameron
Ochetostoma decameron is een lepelworm uit de familie Thalassematidae.
De wetenschappelijke naam van de soort werd in 1905 gepubliceerd door Lanchester.